# Кобилещина
Кобиле́щина —  село в Україні, у Володьководівицькому старостинському окрузі Носівської міської громади Ніжинського району Чернігівської області. Орган місцевого самоврядування — Носівська міська рада. Населення становить 91 осіб.
Позначені на мапі Шуберта 1869 року як безіменні Хутори.